# Rebecca Peterson
Rebecca Peterson (Estocolm, 6 d'agost de 1995) és una jugadora de tennis sueca.
En el seu palmarès hi ha dos títols individuals i un de dobles en el circuit WTA, que li van permetre arribar als llocs 43 (2019) i 95 (2015) dels rànquing respectius. Va debutar al circuit professional l'any 2012 al seu país natal, i va debutar en un Grans Slam el 2017. Jugadora habitual de l'equip suec de la Copa Federació.

## Biografia
Filla d'Annelie i l'extennista Märt Peterson, d'origen estonià, que van emigrar a Suècia l'any 1990 abans del col·lapse de la Unió Soviètica. Té una germana anomenada Berit.
Peterson ha jugat molts tornejos a Estònia i és amiga d'Anett Kontaveit. La connexió entre les dues ha estat molt documentada en els mitjans de comunicació d'Estònia.

## Palmarès

### Individual: 3 (2−1)
| 2009 − 2020             | Després de 2021 |
| ----------------------- | --------------- |
| Grand Slam (0−0)        |                 |
| WTA Finals (0−0)        |                 |
| Premier Mandatory (0−0) | WTA 1000 (0−0)  |
| Premier 5 (0−0)         | WTA 1000 (0−0)  |
| Premier (0−0)           | WTA 500 (0−0)   |
| International (2−0)     | WTA 250 (0−1)   |

| Títols per superfície |
| --------------------- |
| Dura (2−1)            |
| Gespa (0−0)           |
| Terra batuda (0−0)    |

| Resultat   | Núm. | Data                   | Torneig        | Superfície | Oponent         | Marcador         |
| ---------- | ---- | ---------------------- | -------------- | ---------- | --------------- | ---------------- |
| Guanyadora | 1.   | 15 de setembre de 2019 | Nanchang, Xina | Dura       | Ielena Ribàkina | 6−2, 6−0         |
| Guanyadora | 2.   | 13 d'octubre de 2019   | Tientsin, Xina | Dura       | Heather Watson  | 6−4, 6−4         |
| Finalista  | 1.   | 26 de febrer de 2023   | Mérida, Mèxic  | Dura       | Camila Giorgi   | 6−7(3), 6−1, 2−6 |

### Dobles femenins: 1 (1−0)
| Llegenda                |
| ----------------------- |
| Grand Slam (0−0)        |
| WTA Finals (0−0)        |
| Premier Mandatory (0−0) |
| Premier 5 (0−0)         |
| Premier (0−0)           |
| International (1−0)     |

| Títols per superfície |
| --------------------- |
| Dura (0−0)            |
| Gespa (0−0)           |
| Terra batuda (1−0)    |

| Resultat   | Núm. | Data                 | Torneig                | Superfície   | Parella             | Oponents                          | Marcador      |
| ---------- | ---- | -------------------- | ---------------------- | ------------ | ------------------- | --------------------------------- | ------------- |
| Guanyadora | 1.   | 22 de febrer de 2015 | Rio de Janeiro, Brasil | Terra batuda | Ysaline Bonaventure | Irina-Camelia Begu María Irigoyen | 3−0, retirada |

### Circuit ITF

#### Individual: 14 (11−3)
| Circuit ITF             |
| ----------------------- |
| Torneigs 100.000$ (1−0) |
| Torneigs 75.000$ (0−0)  |
| Torneigs 50.000$ (2−0)  |
| Torneigs 25.000$ (5−2)  |
| Torneigs 15.000$ (0−0)  |
| Torneigs 10.000$ (3−1)  |

| Títols per superfície |
| --------------------- |
| Dura (6−2)            |
| Gespa (0−0)           |
| Terra batuda (5−1)    |

| Resultat   | Núm. | Data                  | Torneig                   | Superfície   | Oponent              | Marcador         |
| ---------- | ---- | --------------------- | ------------------------- | ------------ | -------------------- | ---------------- |
| Guanyadora | 1.   | 13 de maig de 2013    | Båstad, Suècia            | Terra batuda | Zuzana Luknárová     | 6−3, 6−2         |
| Guanyadora | 2.   | 21 d'octubre de 2013  | Estocolm, Suècia          | Dura (i)     | Tayisiya Morderger   | 7−6(2), 6−2      |
| Guanyadora | 3.   | 28 d'octubre de 2013  | Estocolm (2)              | Dura (i)     | Zuzana Luknárová     | 6−7(4), 6−2, 6−4 |
| Guanyadora | 4.   | 2 de desembre de 2013 | Mèrida, Mèxic             | Dura         | Indy de Vroome       | 7−5, 4−6, 6−3    |
| Guanyadora | 5.   | 9 de desembre de 2013 | Mèrida (2)                | Dura         | Adriana Pérez        | 6−4, 6−0         |
| Finalista  | 1.   | febrer de 2014        | Helsingborg, Suècia       | Dura (i)     | Jasmina Tinjić       | 1−6, 0−6         |
| Guanyadora | 6.   | 20 d'octubre de 2014  | Perth, Austràlia          | Dura         | Hiroko Kuwata        | 6−3, 6−0         |
| Finalista  | 2.   | novembre de 2014      | Margaret River, Austràlia | Dura         | Tereza Mrdeža        | 3−6, 3−6         |
| Finalista  | 3.   | maig de 2015          | Maribor, Eslovènia        | Terra batuda | Maria Sakkari        | 6−3, 2−6, 2−6    |
| Guanyadora | 7.   | 15 de juyny de 2015   | Ystad, Suècia             | Terra batuda | Mathilde Johansson   | 6−2, 6−1         |
| Guanyadora | 8.   | 26 d'octubre de 2015  | Macon, Estats Units       | Dura         | Anna Tatishvili      | 6−3, 4−6, 6−1    |
| Guanyadora | 9.   | 24 d'abril de 2016    | Dothan, Estats Units      | Terra batuda | Taylor Townsend      | 6−4, 6−2         |
| Guanyadora | 10.  | 18 de juny de 2017    | Pàdua, Itàlia             | Terra batuda | Anastasiya Vasylyeva | 5−7, 6−1, 6−4    |
| Guanyadora | 11.  | 7 de maig de 2018     | Canha de Mar, França      | Terra batuda | Dayana Yastremska    | 6−4, 7−5         |

#### Dobles femenins: 11 (6−5)
| Circuit ITF             |
| ----------------------- |
| Torneigs 100.000$ (0−0) |
| Torneigs 75.000$ (0−1)  |
| Torneigs 50.000$ (1−1)  |
| Torneigs 25.000$ (3−2)  |
| Torneigs 15.000$ (0−0)  |
| Torneigs 10.000$ (2−1)  |

| Títols per superfície |
| --------------------- |
| Dura (3−3)            |
| Gespa (0−0)           |
| Terra batuda (3−2)    |

| Resultat   | Núm. | Data                   | Torneig                            | Superfície   | Parella             | Oponents                                   | Marcador         |
| ---------- | ---- | ---------------------- | ---------------------------------- | ------------ | ------------------- | ------------------------------------------ | ---------------- |
| Guanyadora | 1.   | març de 2013           | Xarm el-Xeikh, Egipte              | Dura         | Malin Ulvefeldt     | Alina Mikheeva Jillian O'Neill             | 6−3, 6−4         |
| Finalista  | 1.   | 13 de maig de 2013     | Båstad, Suècia                     | Terra batuda | Malin Ulvefeldt     | Ellen Allgurin Beatrice Cedermark          | 3−6, 0−6         |
| Guanyadora | 2.   | maig de 2013           | Ra'anana, Israel                   | Dura         | Lee Or              | Saray Sterenbach Ekaterina Tour            | 6−1, 6−2         |
| Finalista  | 2.   | 2 de desembre de 2013  | Mèrida, Mèxic                      | Dura         | Hilda Melander      | Hsu Chieh-yu María Irigoyen                | 4−6, 7−5, [6−10] |
| Finalista  | 3.   | agost de 2014          | Bad Saulgau, Alemanya              | Terra batuda | Hilda Melander      | Diana Buzean A. Fernández Rabener          | 5−7, 3−6         |
| Guanyadora | 3.   | setembre de 2014       | Alphen aan den Rijn, Països Baixos | Terra batuda | Eva Wacanno         | Richèl Hogenkamp Lesley Kerkhove           | 6−4, 6−4         |
| Guanyadora | 4.   | març de 2015           | Curitiba, Brasil                   | Terra batuda | Ysaline Bonaventure | Beatriz García Vidagany Florencia Molinero | 4−6, 6−3, [10−5] |
| Guanyadora | 5.   | agost de 2015          | Plzeň, República Txeca             | Terra batuda | Barbora Krejčíková  | Lenka Kunčíková Karolína Stuchlá           | 6−4, 6−3         |
| Finalista  | 4.   | 8 de novembre de 2015  | Waco, Estats Units                 | Dura         | Julia Glushko       | Nicole Gibbs Vania King                    | 4−6, 4−6         |
| Guanyadora | 6.   | 15 de novembre de 2015 | Scottsdale, Estats Units           | Dura         | Julia Glushko       | Viktorija Golubic Stephanie Vogt           | 4−6, 7−5, [10−6] |
| Finalista  | 5.   | 5 de novembre de 2017  | Tyler, Estats Units                | Dura         | Jamie Loeb          | Jessica Pegula Taylor Townsend             | 4−6, 1−6         |

## Trajectòria

### Individual
| Open d'Austràlia | A   | Q1  | A           | Q1          | 2R          | 1R          | 1R    | 2R | A  |  | 0 / 4   | 2 – 4   |
| Roland Garros | A   | Q1  | A           | 2R          | 2R          | 1R          | 2R    | A  | 2R |  | 0 / 5   | 4 – 5   |
| Wimbledon | A   | Q3  | Q2          | 2R          | 1R          | NC          | 1R    | 1R | 1R |  | 0 / 5   | 1 – 5   |
| US Open | Q2  | Q3  | 1R          | 3R          | 2R          | 1R          | 1R    | 1R | 1R |  | 0 / 7   | 3 – 7   |
| Jocs Olímpics | NC  | A   | No celebrat | No celebrat | No celebrat | No celebrat | 2R    | NC | NC |  | 0 / 1   | 1 – 1   |
| Total Victòries−Derrotes | 3−5 | 3−6 | 2−3         | 10−11       | 25−19       | 3−10        | 18−18 |    |    |  | 68 – 79 | 68 – 79 |
| Rànquing a final d'any | 138 | 137 | 196         | 55          | 43          | 55          | 86    |    |    |  |         |         |
| Llegenda: G: Guanyadora; F: Finalista; SF: Semifinalista; QF: Quarts de final; Q: Qualificació; A: Absent; RR: Round Robin; |     |     |             |             |             |             |       |    |    |  |         |         |